# Katiuscia (film 1923)
Katiuscia è un film del 1923 diretto da Silvio Laurenti Rosa.

## Trama
Il giovane ufficiale Vassili viene spedito in un fortino in Siberia come punizione per aver criticato Rasputin; il luogo è spesso oggetto di attacchi dei ribelli tartari, e durante uno di questi salva Katiuscia, figlia del comandante. Quando scoppia la rivoluzione, l'ambizioso generale Ivan, in combutta coi bolscevichi, uccide il comandante e tenta di usare violenza contro Katiuscia. Vassili la salva ancora, e i due fuggono attraverso la steppa, inseguiti da Ivan. Ridotti allo stremo, i tre si ritrovano in un campo di profughi che vivono di stenti. Qui, Vassili e Ivan, stringendosi la mano, dimenticano l'odio passato.

## Produzione
L'Unione cinematografica italiana spedì il regista Laurenti Rosa in Unione Sovietica col compito di riallacciare i rapporti cinematografici con un Paese che sino alla rivoluzione russa aveva rappresentato un mercato importante per la cinematografia italiana. Durante il suo soggiorno, Laurenti Rosa girò di nascosto un migliaio di metri di pellicola riprendendo scene di povertà, paesaggi desolati e sfondi naturali innevati. Tornato in Italia, terminò le riprese in una vecchia abitazione di sua proprietà a Viterbo con l'utilizzo di attori di secondo piano, inframezzando poi queste riprese a quelle in terra sovietica.

## Distribuzione
Il film venne presentato come "cinedramma antibolscevico". A Roma, nei cinematografi Corso e Olimpia, si informava che «il film riproduce tutto lo strazio di un popolo affamato e rovinato»; A Napoli, al cinema Modernissimo, veniva distribuito un volantino in cui si esortava: «Napoletani! Non perdete l'occasione di vedere da vicino tutto il disastro della Rivoluzione russa! Vi sentirete più italiani e compirete un'opera di beneficenza, essendo le proiezioni pro-orfani di guerra!».
Il film ebbe comunque uno scarsissimo successo di pubblico, non andando oltre le prime visioni. I cinema parrocchiali preferirono non proiettare il film sui loro schermi.

## Critica
(L. L. Battisti in La rivista cinematografica, 10 aprile 1923)
(Giulio Doria in La cine-fono, 10 4 aprile 1923)
(Rag. in La vita cinematografica, 15 maggio 1924)